# Szczerbin (województwo zachodniopomorskie)
Szczerbin – nieistniejąca już osada w Polsce położona w województwie zachodniopomorskim, w powiecie koszalińskim, w gminie Polanów.
W latach 1975–1998 miejscowość administracyjnie należała do województwa koszalińskiego.